# Legion Lost
Legion Lost è una miniserie a fumetti di 12 numeri, pubblicata da DC Comics. Ne è protagonista la Legione dei Super-Eroi. La miniserie fu scritta a due mani da Dan Abnett e Andy Lanning, a cui ci si riferì spesso come a "DnA", illustrato principalmente da Oliver Coipel, con alcuni numeri illustrati da Pascal Alixe, inchiostrato da Lanning e colorato da Tom McCraw.

## Storia editoriale
Legion Lost e la sua serie compagna Legion Worlds furono disegnate principalmente come un "punto di lancio" per il franchise della Legione. Per questo, la serie si risolse intorno ad un set preciso di Legionari e ogni numero sarebbe stato visto dal punto di vista di un particolare membro della squadra. È la terza storia nella serie dedicata alla Legione scritta da Lanning e Abnett, dopo gli eventi di Legion of the Damned e Widening Rifts. Fu seguito da Legion Worlds ed una nuova serie con protagonista la Legione dal titolo La Legione. La serie ebbe una durata di pubblicazione di 12 numeri e fu raccolta in un volume con copertina rigida nel 2011.
Nel settembre 2011, la DC Comics lanciò una nuova serie mensile (Legion Lost vol. 2). La serie rimpiazzò Adventure Comics come seconda serie della Legione pubblicata dalla DC, come parte del nuovo The New 52 e si concentrò su un piccolo gruppo dell'incarnazione originale della Legione dei Super-Eroi (e del Legionario Gates di Terra-247) perduti nel XXI secolo, fallendo nel fermare un terrorista mutaforma di Rimbor dall'infettare la Terra con un virus mortale. La serie seguì il cambio di regole del viaggio nel tempo fin dagli eventi di Flashpoint, dove il viaggio nel tempo è più difficile.

## Prima serie

### Trama
Monstress, Brainiac 5.1, Umbra, Kid Quantum, Saturn Girl, Live Wire e Chameleon Boy si ritrovarono banditi nella parte più lontana dell'universo dopo la distruzione dell'avamposto della Legione, per mano di uno strappo nel tessuto dello spazio. Furono raggiunti da Shikari, un'aliena metà insetto metà umanoide il cui popolo Kwai fu perseguitato da una razza aliena nota come "La Progenie". Più avanti, il gruppo fu raggiunto dall'entità nota come "ERG-1" (rinominato Wildfire, che fu risucchiato nella frattura prima della Legione) che cominciò il suo viaggio di ritorno verso casa, con Shikari e i suoi poteri di monitoraggio come guida.
Mentre tentava di uscire dalla galassia in cui era bloccata, la Legione scoprì che la Progenie aveva massacrato di persona intere specie in genocidi ispirati dalla loro radicale credenza che fossero la forma di vita "perfetta". Nel frattempo, la tensione si fece più viva tra i vari membri della Legione: Umbra lottava per la recente possessione da parte dei "Blight", Monstress lottava per attenersi alla legge della Legione "vietato uccidere" mentre affrontava le atrocità commesse dalla Progenie, mentre Ultra Boy era irato per essere stato lanciato milioni di anni luce da casa e dal resto dei suoi amici e della sua famiglia. Incontrarono poi un misterioso supereroe noto come Singularity e una creatura nota come Omniphagos, un mostro distruggi mondi imprigionato in una piramide di "luce solida". La prigione della creatura possedeva una capacità di teletrasporto cosmico che la Legione tentò di utilizzare per tornare a casa.
Infine, le cose vennero a galla quando si scoprì che Saturn Girl stava manipolando la mente dei suoi compagni con i suoi poteri psichici. Quando affermò di averlo fatto al fine di mantenere tutti calmi e concentrati, la rivelazione che Apparition era in realtà un'illusione psichica progettata per pacificare Ultra Boy mise il gruppo contro di lei. Poi, si ebbe un altro problema quando Saturn Girl entrò nella mente di Umbra, inconsciamente creando due entità psichiche: una rappresentante la totalità delle paure più profonde di Umbra e una rappresentava la psiche folle di Saturn Girl. Entrambe le entità furono sconfitte proprio da Saturn Girl che alla fine fu perdonata.
Durante il corso della serie, due misteri seguirono la Legione: il destino di Element Lad (che entrò nella spaccatura insieme ai suoi compagni ma che infine scomparve dopo averli piazzati in alcuni cristalli progettati per proteggerli mentre viaggiavano nella spaccatura), e l'identità del "Progenitore", il leader supremo degli assassini della "Progenie". Alla fine, la Legione fu catturata e portata dal Progenitore, che si rivelò essere Element Lad impazzito. Si scoprì che Element Lad visse per oltre un miliardo di anni mentre stava dietro alla Legione cristallizzata, poiché la frattura nello spazio lasciò la Legione miliardi di anni nel passato. Per cercare (senza successo) di rimanere sano di mente, Element Lad utilizzò i suoi poteri per creare delle forme di vita, culminando nell'auto convinzione di essere "Dio" e la sua creazione "La Progenie", la sua creazione più perfetta.
Capendo che il loro amico era impazzito, si confrontarono con lui, che infine uccise Monstress, dopo che questa affermò di non essere una delle sue creazioni. Ci fu una battaglia tra le due squadre e alla fine la Legione fuggì utilizzando un portale dimensionale posseduto da Element Lad. Mentre fuggivano, Element Lad si fuse con l'Omniphagos e attaccò la nave che conteneva i suoi compagni. Sapendo che avrebbe dovuto distruggere la creatura per fermare il mostro dall'uccidere i suoi amici, Live Wire abbandonò la nave e uccise Element Lad/Omniphagos. Consumato dal colpo energetico che distrusse il suo amico di un tempo, Live Wire guardò i suoi amici ritornare a casa mentre il portale si chiudeva dietro di lui.

### Tecnica narrativa
Ogni numero della serie è narrato da un Legionario in particolare: Shikari nel n. 1, Monstress nel n. 2, Kid Quantum nel n. 3, Apparition nel n. 4, Brainiac 5 nel n. 5, Umbra nel n. 6, Ultra Boy nel n. 7, Chameleon Boy nel n. 8, Saturn Girl nel n. 9, Wildfire nel n. 10, Element Lad nel n. 11, Live Wire nel n. 12. Ciò fu creato per aiutare i nuovi fan a conoscere meglio i Legionari. Questo trucco è ripetuto nella miniserie Legion Worlds.

### Conseguenze
La ricaduta degli eventi di Legion Lost si sarebbe sentita in The Legion dal n. 30 al n. 33, l'ultimo di quattro numeri della serie di Abnett e Lanning. Singularity si sarebbe scontrato nell'intera galassia con i membri rimanenti della Progenie, che si sarebbero ritrovati cacciati dalle loro ex vittime e infine sistematicamente spazzati via da questi. I membri sopravvissuti della specie avrebbero trovato un inaspettato alleato in Live Wire, che finì per fondersi con il morente Element Lad, trasformandosi in un'entità cristallizzata. Live Wire contattò la Legione, che convinse Singularity a risparmiare la Progenie e fermare il ciclo di violenza. Infine con l'aiuto della Legione originale e della Legione di Terra Prime, Live Wire avrebbe riavuto il proprio aspetto durante gli eventi narrati in Crisi finale: La Legione dei 3 mondi.

## Seconda serie
La seconda serie descrive sette Legionari (Chameleon Girl, Dawnstar, Gates, Timber Wolf, Tellus, Tyroc e Wildfire) intrappolati nel XXI secolo alla ricerca di un criminale che rilasciava armi batteriologiche, tuttora in corso.